# 松浦邑
松浦 邑（まつら さとし）は、江戸時代中期の大名。肥前国平戸新田藩の第2代藩主。初代藩主・松浦昌の長男として誕生。母は加藤泰興の娘。

## 略歴
元禄3年（1690年）2月15日、5代将軍徳川綱吉に御目見する。宝永3年（1706年）5月7日、父昌の隠居により、家督を継いた。
宝永5年（1708年）10月29日に39歳で死去した。跡を長男の鄰が継いだ。

## 系譜
父母
- 松浦昌（父）
- 加藤泰興の娘（母）

正室
- 本田正信の娘

子女
- 松浦鄰（長男）